# Huligundi, Kadur
Huligundi là một làng thuộc tehsil Kadur, huyện Chikmagalur, bang Karnataka, Ấn Độ.